# Tonhöhenklasse
Tonhöhenklasse ist ein Begriff aus der mathematischen Musiktheorie, die vor allem in den USA verbreitet ist. Dort lautet sein begriffliches Äquivalent „pitch class“.

## Hintergrund
Die menschliche Wahrnehmung von Tonhöhen ist periodisch. Tonhöhen, die eine volle Anzahl von Oktaven auseinanderliegen, werden mit einer ähnlichen „Qualität“ oder „Farbe“ wahrgenommen. Psychologen bezeichnen diese Qualität einer Tonhöhe als „Chroma“. In einer mathematisch orientierten Musiktheorie hat sich für „Chroma“ der Begriff „Tonhöhenklasse“ etabliert, dessen Bedeutung jedoch etwas abweicht. Während „Chroma“ ein Attribut von Tonhöhen ist wie „Weißheit“ ein Attribut weißer Gegenstände, stellt dagegen eine Tonhöhenklasse eine Menge von Tonhöhen mit demselben Chroma dar so wie eine Menge aller weißen Dinge eine Sammlung von allen weißen Objekten darstellt. Der musiktheoretische Gebrauch des Begriffs „Tonhöhenklasse“ anstelle von „Chroma“ verdankt sich dem logischen Positivismus seines Urhebers Milton Babbitt. Die mathematische Musiktheorie verwendet für ihre Aussagen das terminologische Werkzeug der Mengenlehre. In Übersetzung des englischen Begriffs "pitch class set analysis" könnte man ihre Tätigkeit also "Tonhöhenklasse-Mengen-Analyse" nennen.

## Erläuterung
Die Tonhöhenklasse „C“ ist also die unendliche Menge aller Tonhöhen mit dem Chroma „C“, ungeachtet ihrer jeweiligen Oktavräume (z. B. Kontraoktave, eingestrichene Oktave etc.). In wissenschaftlicher Notation liest sich diese Aussage folgendermaßen:
{Cn} = {..., C-2, C-1, C0, C1, C2, C3 ...}
Da in der gleichstufigen Stimmung aufgrund der Enharmonik unterschiedliche Tonsymbole gleiche Frequenzen bezeichnen, besitzen z. B. His3, C4 und Deses4 die gleiche Frequenz und gehören damit zur gleichen Tonhöhenklasse.
Um die Mehrdeutigkeit der enharmonischen Schreibweise zu vermeiden, bezeichnen Theoretiker Tonhöhen mit Zahlen. Durch die folgende Formel kann man die Grundfrequenz einer Tonhöhe {\displaystyle f} (gemessen in Hertz) durch eine reelle Zahl {\displaystyle p} erfassen:
{\displaystyle p=69+12\log _{2}{(f/440\,{\text{Hz}})}}
Sie schafft einen Tonhöhenraum, in dem Oktaven die Größe 12 besitzen, Halbtöne die Größe 1 und z. B. das eingestrichene C die Nummer 60. Die Beschreibung von Tonhöhen in reellen Zahlen bildet übrigens auch die Basis des Midi-Protokolls, das Zahlen von 0 bis 127 verwendet, um die Tonhöhen von C-1 bis G9 zu repräsentieren.
Um Tonhöhenklassen darzustellen, müssen alle Tonhöhen einer Tonhöhenklasse identifiziert bzw. zusammengefasst werden – d. h. alle Zahlen p und p + 12.
Das Ergebnis ist ein Quotientenraum, den Musiker Tonhöhenraum nennen und Mathematiker R/12Z.
Punkte in diesem Raum können durch reelle Zahlen im Bereich 0 ≤ x < 12 etikettiert werden. Diese Zahlen stellen numerische Alternativen für die Buchstabensymbole der herkömmlichen Musiktheorie dar:
0 = C, 1 = Cis/Des, 2 = D, 2.5 = "D+Viertelton" usw.
Um die Verwechslung von 10 mit 1 und 0 zu vermeiden, verwenden einige Theoretiker die Buchstaben "t" (für "ten") und e (für "eleven") bzw. A und B wie in den Schriften von Allen Forte und Robert Morris.
| TK       | Tonales Äquivalent    |
| -------- | --------------------- |
| 0        | C (auch His, Deses)   |
| 1        | Cis, Des (auch Hisis) |
| 2        | D (auch Cisis, Eses)  |
| 3        | Dis, Es (auch Feses)  |
| 4        | E (auch Disis, Fes)   |
| 5        | F (auch Eis, Geses)   |
| 6        | Fis, Ges (auch Eisis) |
| 7        | G (auch Fisis, Ases)  |
| 8        | Gis, As               |
| 9        | A (auch Gisis, Heses) |
| t oder A | Ais, B (auch Ceses)   |
| e oder B | H (auch Aisis, Ces)   |